# Фуллер, Бен
Бен Гебард Фуллер (27 февраля 1870 — 8 июня 1937) — генерал-майор корпуса морской пехоты США, 15-й комендант корпуса (1930—1934).

## Биография
Родился в Биг-Рапидс, штат Мичиган. В 1889 был в составе класса военно-морской академии США в Аннаполисе. После двухлетней службы в звании военно-морского кадета (согласно установленным требованиям) он 1 июля 1891 вступил в корпус морской пехоты в звании второго лейтенанта. Он и шесть его одноклассников посещали курсы для новоиспечённых офицеров морской пехоты в Школе применения, которая была прототипом нынешней Базовой школы.
26 октября 1892 вступил в брак с Кэтрин Хитон Оффли. У них было двое детей.
8 октября 1899 года капитан Фуллер участвовал в битве при Новалете на Филиппинах и был отмечен за храброе, мужественное и достойное похвалы поведение в ходе битвы за Тяньцзинь (Китай) 13 июля 1900 года.
В 1904—1906 служил на военно-морской базе в Гонолулу, Гавайи. В июне-июле 1908 он служил в экспедиционных силах на Панаме, а с августа 1906 по январь 1910 командовал батальоном морской пехоты в Кэмп-Эллиот, зона Панамского канала. В марте-июне 1911 он командовал третьим полком морской пехоты в Кэмп-майер, залив Гуантанамо, Куба.
В 1911-15 годах занимал различные командные посты в США, также в этот период окончил курс полевых офицеров в школе армейской службы в Форт-Ливенуорте, штат Канзас и курс в армейском военном колледже, г. Вашингтон. После службы офицером сил морской пехоты флота с января 1915 по июнь 1916 подполковник Фуллер поступил в военно-морской колледж в г. Ньюпорт, штат Род-айленд, который с успехом окончил.
В августе 1918 Фуллер принял командование над второй бригадой морской пехоты в Доминиканской республике и оставался там до октября 1920. Также с декабря 1919 занимал пост государственного секретаря по внутренним делам, по вопросам полиции, военных дел и флота, пока его подразделение не было выведено из Санто-Доминго.
С ноября 1920 по июль 1922 он служил в штабе военно-морского колледжа в Ньюпорте, с июля 1922 по январь 1923 возглавлял школы морской пехоты в Куантико, штат Виргиния. В январе 1924 принял командование над первой бригадой морской пехоты в республике Гаити, штаб размещался в Порт-о-Пренсе и занимал этот пост до 8 декабря 1925.
По возвращении в США из Гаити бригадный генерал Фуллер стал председателем управления по вопросам экзаменов и ухода в отставку морских пехотинцев, занимал этот пост до июля 1928, после чего занял пост заместителя коменданта корпуса морской пехоты. После скоропостижной кончины коменданта корпуса генерал-майора Невилла 9 июля 1930 бригадный генерал Фуллер был повышен в звании до генерал-майора и назначен на пост коменданта корпуса, который занимал до 1 марта 1934, после чего ушёл в отставку, достигнув пенсионного возраста в 64 года.
Во время пребывания генерал-майора Фуллер на посту коменданта происходило сокращение численности корпуса и вывод морской пехоты из других стран. Начиная с 1933 морские пехотинцы, выведенные из этих стран создали ядро новосозданных сил морской пехоты флота, ставшей основной силой корпуса морской пехоты.
Генерал-майор Фуллер скончался 8 июня 1937 в возрасте 67 лет в военно-морском госпитале в г. Вашингтон и был похоронен 11 июня 1937 на военно-морском кладбище в г. Аннаполис, штат Мэриленд рядом с могилой его сына, Эдварда С. Фуллера капитана шестого полка морской пехоты, убитого в битве за Белло-вуд в ходе Первой мировой войны.
В его честь был назван транспортный корабль ВМС США USS Fuller, дорога от главных ворот базы морской пехоты Куантико (Фуллер-роуд) и жилое здание для солдат и сержантов в Аннаполисе (Фуллер-холл)

### Повышение в звании
- Второй лейтенант, 1 июля 1891
- Первый лейтенант, 16 марта 1893
- капитан, 3 марта 1899
- майор, 27 декабря, 1903
- подполковник, 3 февраля 1911
- полковник, 29 августа 1916
- бригадный генерал (временное), 1 июля 1918
- бригадный генерал, 8 февраля 1924
- Генерал-майор 7 августа, 1930
- Комендант корпуса морской пехоты США, 7 августа 1930

## Награды
Получил следующие награды и знаки отличия:
| Бронзовая звезда за службу · Бронзовая звезда за службу |  |  |
|                                                         |  |  |
|                                                         |  |  |

| Медаль Китайской спасательной экспедиции | Медаль Китайской спасательной экспедиции | Медаль Китайской спасательной экспедиции | Экспедиционная медаль Корпуса морской пехоты США с двумя звёздами | Экспедиционная медаль Корпуса морской пехоты США с двумя звёздами | Экспедиционная медаль Корпуса морской пехоты США с двумя звёздами |
| Spanish Campaign Medal                   | Spanish Campaign Medal                   | Philippine Campaign Medal                | Philippine Campaign Medal                                         | Second Nicaraguan Campaign Medal                                  | Second Nicaraguan Campaign Medal                                  |
| Медаль Победы в Первой мировой войне     | Медаль Победы в Первой мировой войне     | Medal of Military Merit of Santo Domingo | Medal of Military Merit of Santo Domingo                          | Presidential Medal of Merit of Nicaragua                          | Presidential Medal of Merit of Nicaragua                          |